# Aeropuerto de Makemo
El aeródromo de Makemo (código AITA : MKP • código OACI : NTGM) es un aeródromo en el atolón de Makemo en el archipiélago de las Tuamotu en Polinesia Francesa.

## Compañías y destinos
- Air Tahiti (Tahití)